# Diamond Bar
Diamond Bar é uma cidade localizada no estado americano da Califórnia, no Condado de Los Angeles. Foi incorporada em 18 de abril de 1989.

## Geografia
De acordo com o United States Census Bureau, a cidade tem uma área de 38,5 km², onde todos os 38,5 km² estão cobertos por terra.

### Localidades na vizinhança
O diagrama seguinte representa as localidades num raio de 16 km ao redor de Diamond Bar.

## Demografia
Segundo o censo nacional de 2010, a sua população é de 55 544 habitantes e sua densidade populacional é de 1 441,24 hab/km². Possui 18 455 residências, que resulta em uma densidade de 478,87 residências/km².